# Гринфилд, Дэйв
Дэвид (Дэйв) Пол Гринфилд (англ. David Paul Greenfield, 29 марта 1949, Брайтон, Англия — 3 мая 2020) — британский рок-музыкант, наибольшую известность получивший как клавишник группы The Stranglers.

## Биография
С отличием окончив школу, Дэйв Гринфилд в 18 лет стал профессиональным гитаристом и следующие десять лет провёл, играя с разными составами, в том числе брайтонским коллективом The Mark Addam Showband (Кейт Олив — бас, Эштон Спенсер — вокал, Джейсон Синклер — ударные). В 1967 году Гринфилд выступал в Германии, в так называемой «кладбищенской сети» — на американских военных базах. В начале 1970-х годов Гринфилд вернулся в Англию и, уже в качестве вполне респектабельного инструменталиста обосновался резидентом в клубе Tiffany’s в Суонси.
К тому моменту в 1975 году, когда Дэйв Гринфилд, откликнувшись на объявление в Melody Maker, вошёл в состав The Stranglers, он окончательно переключился на клавишные и успел выработать собственный оригинальный стиль игры, насыщенный стремительными арпеджио. Позже критика в один голос объявила Гринфилда последователем Рэя Манзарека, что всегда изумляло его, поскольку он c творчеством The Doors тогда практически не был знаком. Любимыми инструменталистами Гринфилда в начале 70-х годов были Джон Лорд из Deep Purple и (позже) Рик Уэйкман (Yes).
Инструментальный набор Дэйва Гринфилда в первые годы участия в The Stranglers составляли: электрическое фортепиано Hohner Cembalet, орган Hammond L-100 и Minimoog.
С самого начала Гринфилд принял активное участие в написании песен группы, но в качестве основного вокалиста впервые попробовал себя лишь во втором альбоме («Dead Ringer», «Peasant in the Big Shitty»). Его голос также звучит в «Do You Wanna»? (из Black and White), «Genetix» (The Raven) и «Four Horsemen» (The Gospel According to The Meninblack). Начиная с 1979 года, кроме того, Гринфилд стал использовать вокодер Korg VC-10 («Genetix», «Baroque Bordello», «North Winds»).
Вне группы Гринфилд записал в 1983 году совместный с Жаном-Жаком Бёрнелом альбом Fire & Water, ставший позже саундтреком к фильму «Ecoutez Vos Murs» режиссёра Венсана Коданна фр. Vincent Coudanne). В основном это был материал, написанный им в 1980—1981 годах, но отвергнутый остальными участниками группы. Оттуда же вышли мелодия и рифф, которые позже, будучи переработаны Хью Корнуэллом, превратились в «Golden Brown», главный хит The Stranglers, с которым они в 1982 году стали лауреатами Ivor Novello.
Скончался 3 мая 2020 года в возрасте 71 года от последствий коронавируса. По сообщению издания Daily Mail, Гринфилд заразился в больнице, в которой находился из-за проблем с сердцем.

## Дискография
- Fire & Water (1983), с Ж.-Ж. Бернелом.